# Szentivánlaborfalva
Szentivánlaborfalva (románul Sântionlunca): falu Romániában Kovászna megyében.

## Fekvése
Sepsiszentgyörgytől 7 km-re délkeletre a Feketeügy jobb partján fekszik, Uzonhoz tartozik.

## Nevének eredete
Szentiván a nevét Keresztelő Szent János tiszteletére szentelt középkori templomáról kapta.
Laborfalva a nevét (a monda szerint) onnan vette, hogy helyén a szomszédos Komolló vár munkásrabszolgái laktak (a munka latin neve "labor").

## Története
1332-ben Sanctus Johannes néven említik először.
1869-ben Szentivánnak 568 magyar lakosa volt.  1910-ben 889 magyar lakosa volt. A trianoni békeszerződésig Háromszék vármegye Sepsi járásához tartozott.
- 1900-ban a faluban  940-en laktak: 153 ortodox, 6 görögkatolikus, 329 római-katolikus, 190 református, 260 unitárius és 2 izraelita.
- 1910-ben 889 lakosból 127 ortodox, 4 görögkatolikus, 307 római-katolikus, 206 református, 10 evangélikus, 234 unitárius és 1 izraelita volt.
- 1930-ban 818-an laktak a faluban: 90 ortodox, 6 görögkatolikus, 367 római-katolikus, 261 református, 4 evangélikus, 186 unitárius,  1 izraelita.
- 1941-ben 1141 lakosból 4 ortodox, 1 görögkatolikus, 549  római-katolikus, 375 református, 6 evangélikus, 206 unitárius.
- 1992-ben: 808 lakosból: 20 ortodox, 399 római-katolikus, 270 református, 2 evangélikus, 116 unitárius.

1992-ben 808 lakosából 798 magyar, 7 román, 2 cigány, 1 német volt.
Szentivánt (Sepsiszentiván) és Laborfalvát 1899-ben egyesítették.

## Látnivalók

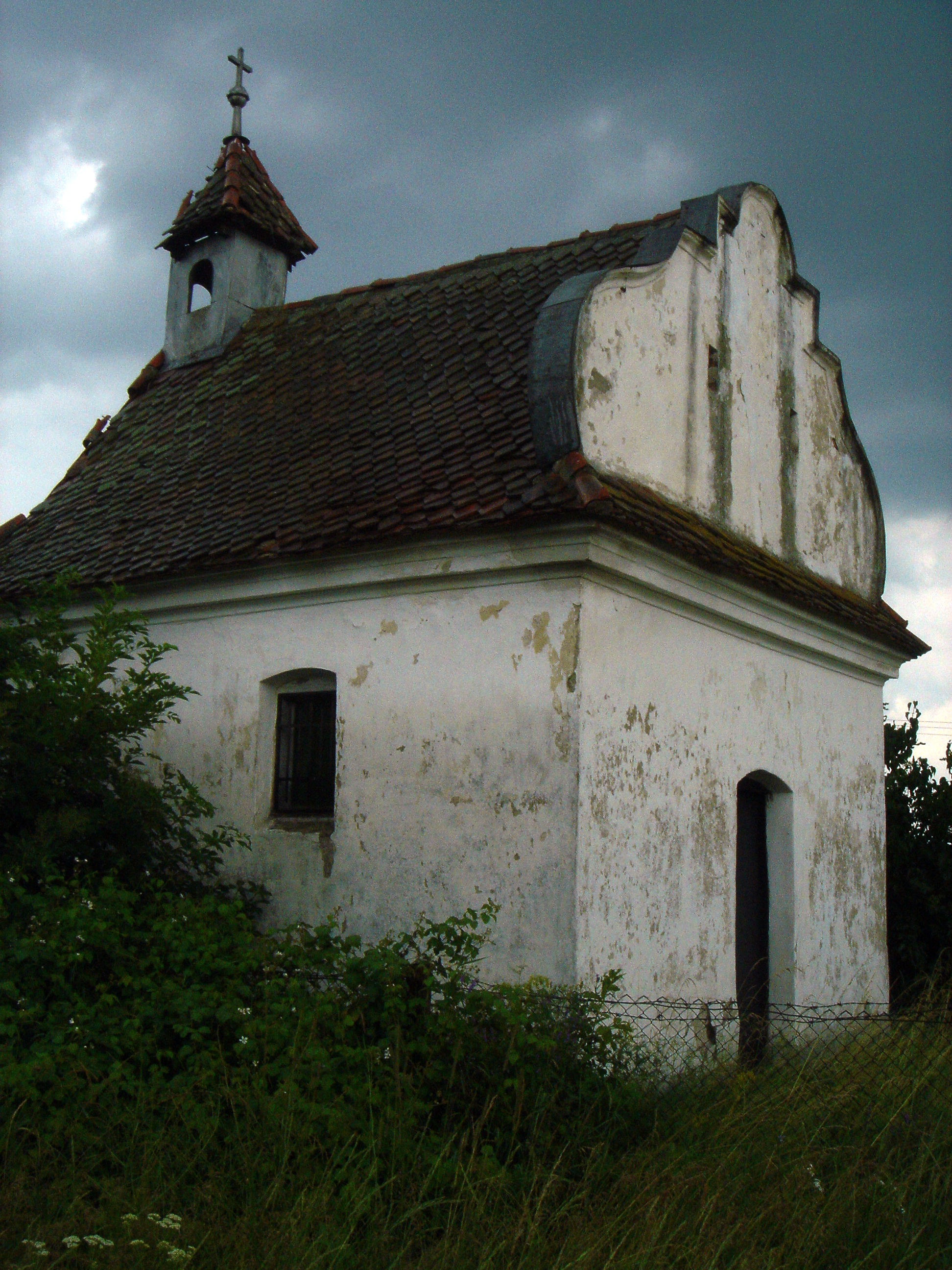
A Szentiványi sírkápolna 2009-ben

- Középkori katolikus templomát 1725-ben javították, 1775-ben új toronnyal bővítették. Az 1802. évi földrengés annyira megrongálta, hogy újjá kellett építeni.
- A falu szélén álló Szentiványi sírkápolna a 18. században épült.
- Az unitárius templom 1862-ben épült.
- A reformátusoknak imaházuk van.
- Az ortodoxoknak a 30-as években épített egy nagy templomot a román állam.

## Híres emberek
- Itt született a birtokos Szentiványi család több neves tagja. A 15. században Szentiványi György Erdély alvajdája volt, 1633-ban Szentiványi Márton író, tanár, Szentiványi Miklós pedig Háromszék vármegye alispánja volt.
- Itt született Szentiványi Márkos Dániel  (1684–1689), unitárius püspök.
- Itt született Szent-Iványi Tamás (1920–1991).
- Itt született 1819-ben Berde Áron.
- Itt született 1815-ben Berde Mózes.

## Hivatkozások

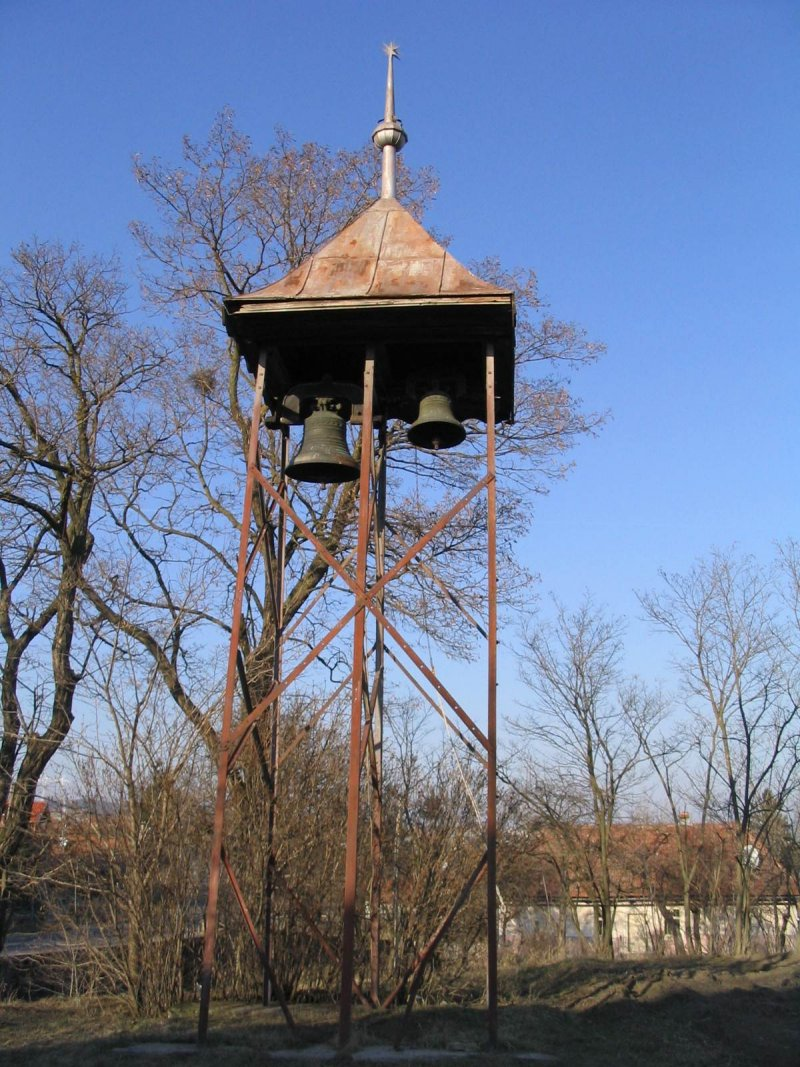
Református harangláb
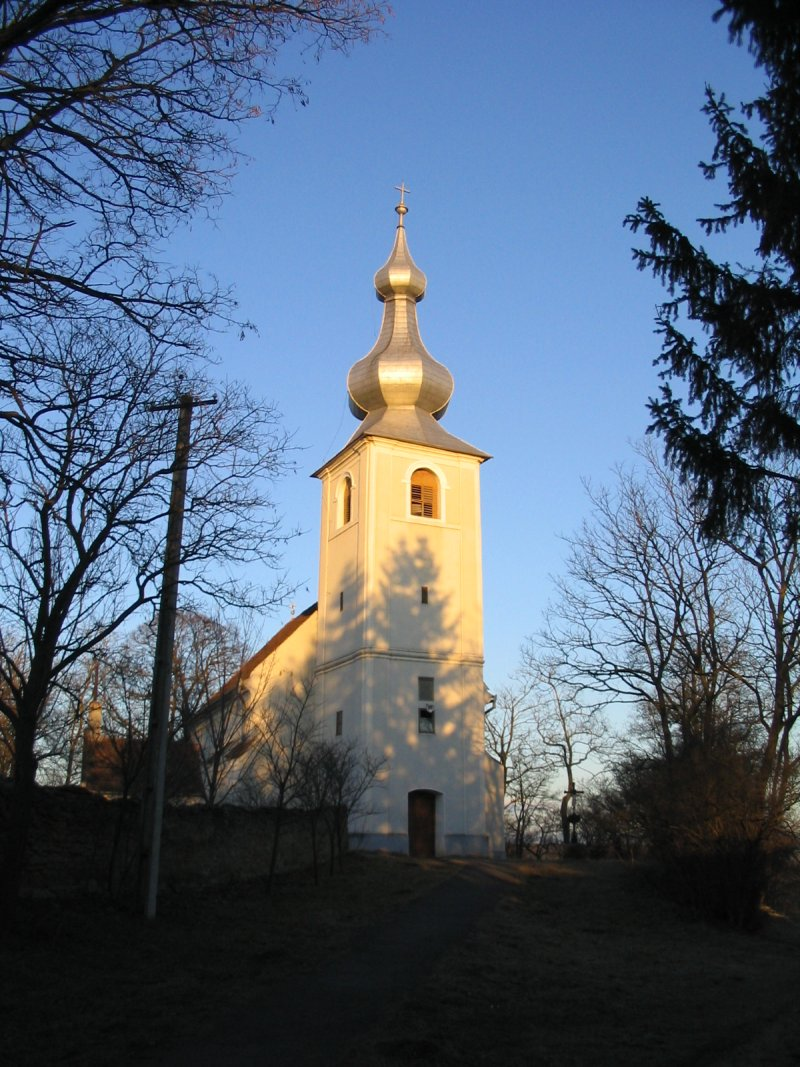
Katolikus templom
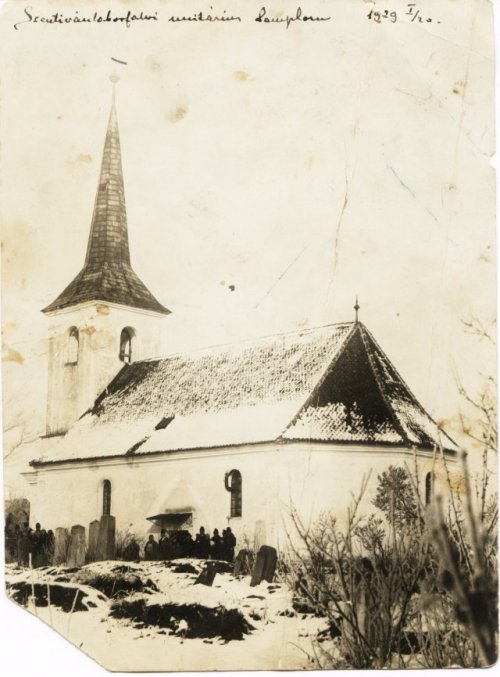
Unitárius templom
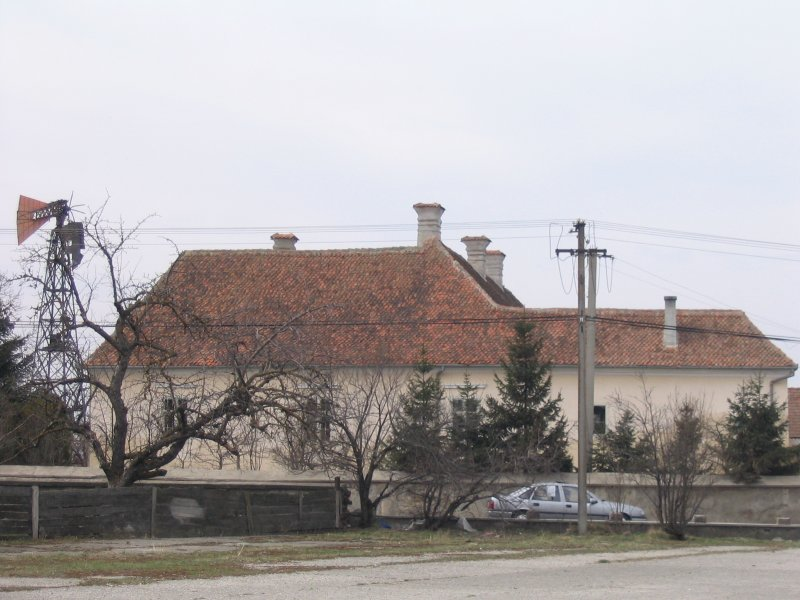
Apor-kúria
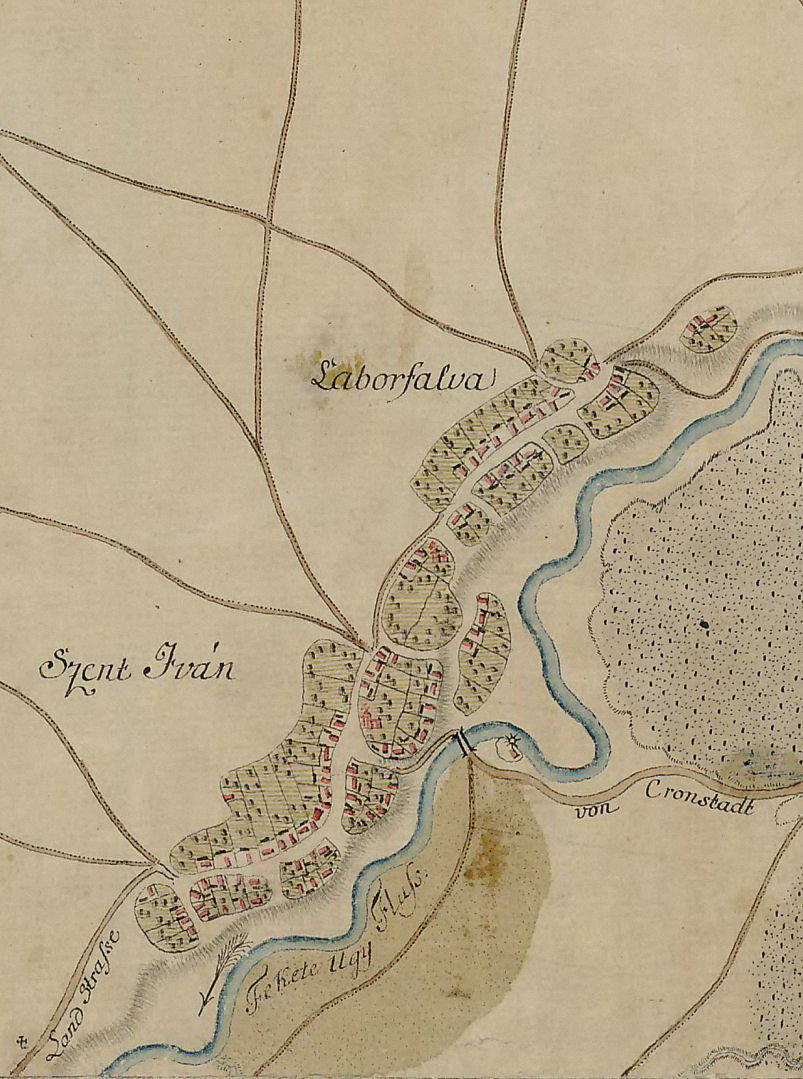